# PKU-registeret
PKU-registeret eller Neonatale Screening Biobank (PKU-biobanken) er en biobank ved Statens Serum Institut, som opbevarer blodprøver fra langt de fleste nyfødte siden 1982.
Såfremt forældrene accepterer dette, bliver hælblodprøven taget 48-72 timer efter, at barnet er født, og bliver brugt til at undersøge, om barnet lider af alvorlige sygdomme, som for eksempel fenylketonuri (PKU).
Blodprøven opbevares derefter i PKU-registeret, med mindre forældrene eller barnet senere anmoder om at få blodprøven destrueret, jf. Sundhedslovens § 33, hvilket der tidligere har manglet information om.  Antallet af blodprøver i PKU-registeret var i 2023 ca. 2,1 millioner.
Det blev i 2010, i forbindelse med lovforslag om DNA-registrering, overvejet at bruge PKU-registret som udgangspunkt for oprettelse af et egentligt DNA-register i Danmark. Lovforslaget bortfaldt.
Dagbladet Politiken afdækkede marts 2018 at 86.000 danskeres DNA fra PKU-registeret opbevares ulovligt i USA. Det er muligt  at benytte sig af retten til at få egne biologiske prøver destrueret, samt at tilmelde sig Vævsanvendelsesregistret.